# بهارستان (آشتیان)
بهارستان  روستایی از توابع بخش مرکزی شهرستان آشتیان در استان مرکزی ایران است. رپستای بهارستان در ناحیه خلجستان واقع شده که به زبان خلچی صحبت میکنند.

## جمعیت
این روستا در دهستان مزرعه نو قرار دارد و بر اساس سرشماری مرکز آمار ایران در سال ۱۳۹۵، جمعیت آن ۱۷۵ نفر (۷۳ خانوار)‌ بوده‌است.